# Nemesia
Nemesia é um género botânico pertencente à família Plantaginaceae. Tradicionalmente este gênero era classificado na família das Scrophulariaceae.

## Espécies
Composto por 86 espécies:
| Nemesia acornis         | Nemesia fleckii        | Nemesia melissaefolia  |
| Nemesia acuminata       | Nemesia floribunda     | Nemesia micrantha      |
| Nemesia affinis         | Nemesia foetens        | Nemesia minutiflora    |
| Nemesia albiflora       | Nemesia frutescens     | Nemesia monomotapensis |
| Nemesia anfracta        | Nemesia fruticans      | Nemesia montana        |
| Nemesia angustifolia    | Nemesia glabriuscula   | Nemesia natalitia      |
| Nemesia anisocarpa      | Nemesia glaucescens    | Nemesia odoratissima   |
| Nemesia antirrhinifolia | Nemesia hastata        | Nemesia pageae         |
| Nemesia azurea          | Nemesia gracillima     | Nemesia pallida        |
| Nemesia barbata         | Nemesia gracilis       | Nemesia parviflora     |
| Nemesia bicornis        | Nemesia grandiflora    | Nemesia patens         |
| Nemesia bodkinii        | Nemesia guthriei       | Nemesia petiolina      |
| Nemesia brevicalcarata  | Nemesia hanoverica     | Nemesia picta          |
| Nemesia calcarata       | Nemesia hybriden       | Nemesia pinnata        |
| Nemesia capensis        | Nemesia hyssopifolia   | Nemesia platysepala    |
| Nemesia caerulea        | Nemesia ionantha       | Nemesia psammophila    |
| Nemesia chamaedrifolia  | Nemesia karasbergensis | Nemesia pubescens      |
| Nemesia cheiranthus     | Nemesia karroensis     | Nemesia pulchella      |
| Nemesia chrysolopha     | Nemesia lanceolata     | Nemesia ramosa         |
| Nemesia compacta        | Nemesia leipoldtii     | Nemesia rupicola       |
| Nemesia cynanchifolia   | Nemesia ligulata       | Nemesia saccata        |
| Nemesia deflexa         | Nemesia lilacina       | Nemesia silvatica      |
| Nemesia densifolia      | Nemesia linearis       | Nemesia strumosa       |
| Nemesia dentata         | Nemesia longicornis    | Nemesia thunbergii     |
| Nemesia denticulata     | Nemesia lucida         | Nemesia umbonata       |
| Nemesia diffusa         | Nemesia macrocarpa     | Nemesia versicolor     |
| Nemesia divergens       | Nemesia macroceras     | Nemesia violiflora     |
| Nemesia euryceras       | Nemesia marlothii      | Nemesia viscosa        |
| Nemesia flanagani       | Nemesia maxii          | Nemesia zimbabwensis   |